# Holly Smale
Holly Miranda Smale (Hertfordshire, Inglaterra; 7 de diciembre de 1981) es una escritora británica. Escribió la serie Geek Girl. El primer libro de la serie ganó el premio Waterstones Children's Book Prize en 2014 y fue preseleccionado para el Roald Dahl Funny Prize en 2013. El último libro, Forever Geek, fue publicado por HarperCollins en marzo de 2017.
Su primera novela para adultos, The Cassandra Complex (Reino Unido)/Cassandra in Reverse (Estados Unidos), fue la elección de junio de 2023 para el Reese's Book Club y una elección para el BBC Radio 2 Book Club.

## Vida personal
Holly Miranda Smale nació el 7 de diciembre de 1981 en Hertfordshire, Inglaterra. Desde muy pequeña le encantaba leer y escribir, y ha declarado que sus experiencias de infancia en las que sufrió acoso escolar han influido en los temas sobre los que decide escribir. A los 15 años, Smale fue contratada por una agencia de modelos de Londres y se convirtió en modelo de moda. Trabajó como modelo durante dos años, pero ha declarado en entrevistas que no lo disfrutaba.
Smale asistió a la Dame Alice Owen's antes de estudiar en la Universidad de Brístol, donde se graduó con una licenciatura en Literatura Inglesa y una maestría en Estudios de Shakespeare. En Brístol, Smale fue editora adjunta del periódico Epigram. Ha desempeñado varios trabajos, incluida la enseñanza de inglés en Japón, y ha viajado mucho.
A Smale le diagnosticaron autismo a los 39 años y, posteriormente, dispraxia. También mencionó que padece sinestesia (que en su caso implica procesar emociones como colores), discalculia, hiperlexia, celiaquía y endometriosis. Se identifica como feminista.

## SerieGeek Girl
La serie Geek Girl, que originalmente iba a ser una trilogía, consta de seis libros. Esta divertida ficción sigue la vida de Harriet Manners, una chica nerd de 15 años que prueba el modelaje para "reinventarse". Tras su propio diagnóstico de autismo y dispraxia tras el final de la serie, Smale ha descrito retroactivamente que Harriet también padece ambas afecciones.
El primer libro de la serie, Geek Girl, recibió críticas favorables y fue el primer libro de ficción para adolescentes de 2013 en el Reino Unido. Ganó el premio Waterstones' Children's Book Prize en la categoría de adultos jóvenes en 2014. También recibió el premio Leeds Book Award en la categoría de 11 a 14 años y fue preseleccionado para el Roald Dahl Funny Prize en 2013, el premio Queen of Teen en 2014 y el premio Branford Boase en 2014.
- 2013 Geek Girl
- 2013 Model Misfit
- 2014 Picture Perfect
- 2015 All That Glitters
- 2016 Head Over Heels
- 2017 Forever Geek

Para el Día Mundial del Libro (Reino Unido e Irlanda) de 2015, Smale también escribió un libro derivado adicional titulado Geek Drama, ambientado entre Model Misfit y Picture Perfect. Además, en 2015 se publicó un especial de Navidad que no forma parte de la serie principal titulado All Wrapped Up, y en 2016 se publicó un especial de verano titulado Sunny Side Up.
Se creó una adaptación televisiva para Netflix.

## The Valentines
En febrero de 2019, Smale publicó Happy Girl Lucky, la primera de una nueva serie llamada The Valentines, sobre tres hermanas y un hermano.
- 2019 Happy Girl Lucky
- 2020 Far From Perfect
- 2021 Love Me Not

## The Cassandra Complex/Cassandra In Reverse
The Cassandra Complex, una novela para adultos con una mujer autista como protagonista, se publicó en mayo de 2023 en el Reino Unido. Fue elegida como una de las selecciones del BBC Radio 2 Book Club. Su título estadounidense, Cassandra In Reverse, fue elegido como la selección de junio de 2023 para el Reese's Book Club y como una selección de junio para el Aardvark Book Club.